# Gosford Park
A Gosford Park egy 2001-ben bemutatott brit kosztümös, fekete humorú filmdráma Robert Altman rendezésében. A forgatókönyvet Julian Fellowes írta. A főszerepben Kristin Scott Thomas, Michael Gambon, Maggie Smith, Tom Hollander, Charles Dance és Helen Mirren.
A film 2001. november 7-én debütált a BFI London Filmfesztiválon az Egyesült Királyságban. Magyarországon 2002. augusztus 29-én mutatták be először a mozikban. A Gosford Park kritikailag és pénzügyileg is jól teljesített, egy Oscar-, két BAFTA-, egy Golden Globe- és két Screen Actors Guild-díjat zsebelt be.
A Gosford Park sikerére alapozva hozta létre a forgatókönyvíró Fellowes a Downton Abbey című tévésorozatot, ami kapcsolódott volna közvetlenül a filmhez, de végül egy független projekt lett belőle.

## Cselekmény
Anglia, 1932: Sir William McCordle és jóval fiatalabb felesége, Lady Sylvia vidéki birtokán exkluzív hétvégi partit tartanak. A válogatott vendégek között van a különc Trentham grófnője, Ivor Novello színész és Morris Weissman amerikai producer. McCordle számos arisztokrata rokonát anyagi nehézségek gyötrik, és többé-kevésbé hiába próbálnak meghallgatásra találni a gazdag Sir Williamnél.
Az angol erkölcsi képet kiegészítik a cselédek, akiknek Mrs. Wilson, a házvezetőnő, parancsol. A vendégeken túl Trentham grófnő új szobalánya, Mary Maceachran egy számára teljesen új világba rendezkedik be, a cselédlány Elsie pedig a ház urával való boldogtalan viszonya miatt kesereg.
Hamarosan kiderül, hogy a két világ nem is olyan különálló, mint amilyennek látszik. A műszakokban és a műszakok között is pletykálnak, és szinte mindenkinek van egy piszkos kis titka: tiltott viszonyok, titkos abortuszok, házassági viszályok vagy rejtett anyagi gondok csak néhány a vendégek problémái közül.
Rögtön a második nap estéjén a népszerűtlen, mogorva Sir Williamet halálra késelik a dolgozószobájában, és gyanúsítottak egész sora akad. A segítségül hívott Thompson felügyelő azonban meglehetősen ügyetlen, annak ellenére, hogy a hozzáértő Dexter közrendőr értékes nyomokat szolgáltat. Amikor Sir William halálát kivizsgálják, kiderül, hogy a halál oka mérgezés volt, és nem a nyilvánvaló szúrt seb a mellkasán. A nyomozás azonban nem vezet eredményre.
A nézők számára a feloldást Mary Maceachran központi figurája hozza meg, aki rájön, hogy titkos szerelme, az árvaházban nevelkedett szolga, Robert Parks Mrs. Wilson házvezetőnő és Sir William McCordle fia. Mary szembesíti Mrs Wilsont azzal, hogy tud a Parks-kapcsolatról. Kiderül, hogy Mrs. Wilson McCordle tanácsára nem sokkal születése után elajándékozta törvénytelen fiát, abban a hitben, hogy örökbe fogják fogadni. Amikor Mrs. Wilson felismeri immár felnőtt fiát a hétvégi társaság szolgái között, tudja, hogy mire fog készülni. Megelőzve fiát, megmérgezi gazdáját és egykori szeretőjét, Robert így csak a holttestet szúrja le.
A filmvégén a szereplők útjai elválnak: Elsie-t, akinek az esti parti előtt Lady Sylviának tett illetlen megjegyzése miatt el kell hagynia a vidéki birtokot, Weissman elviszi a kocsiban, és talán már úton van Hollywood felé. Mary megtartja magának a titkot, így Robert Parks háborítatlanul hagyja el a vidéki birtokot, és továbbra is azt hiszi, hogy az anyja a születése után halt meg.
Mrs. Wilsonra sem gyanakszik senki - de a film igazi tragédiája az utolsó jelenetekben derül ki: nem látta felnőni a fiát, és most sem tudja felfedni magát előtte. Némi vigaszt a ház szakácsnője, Mrs. Croft karjaiban talál, hiszen vele is hasonló történt, és aki egyben a nővére is. Mindkettőjüket Sir William McCordle ejtette teherbe, miközben munkásként dolgoztak a gyárában. Míg Mrs. Wilson elajándékozta a fiát, nevet változtatott (korábban "Parks"-nak hívták) és megtartotta a gyárban az állását, addig Mrs. Croft megtartotta a fiát, és emiatt elbocsátották. Nem sokkal később azonban a fia megbetegedett és meghalt. Wilson asszony ekkor Sir William McCordle-t sürgette, hogy helyezze vissza nővérét. Ő azonban nem egyezett bele, és a két nővér közötti kapcsolat jelentősen megromlott. Ezért egészen e drasztikus végzetes eseményig viszály volt közöttük, és senki sem sejthette, hogy ők ketten testvérek.

## Szereposztás
| Szerep              | Színész              | Magyar hangja      |
| ------------------- | -------------------- | ------------------ |
| Constance Trentham  | Maggie Smith         | Földi Teri         |
| William McCordle    | Michael Gambon       | Makay Sándor       |
| Sylvia McCordle     | Kristin Scott Thomas | Kubik Anna         |
| Isobel McCordle     | Camilla Rutherford   | Zsigmond Tamara    |
| Raymond Stockbridge | Charles Dance        | Pathó István       |
| Louisa Stockbridge  | Geraldine Somerville | Orosz Anna         |
| Anthony Meredith    | Tom Hollander        | Kaszás Gergő       |
| Lavinia Meredith    | Natasha Wightman     | Makay Andrea       |
| Ivor Novello        | Jeremy Northam       | Széles Tamás       |
| Morris Weissman     | Bob Balaban          | Berzsenyi Zoltán   |
| Freddie Nesbitt     | James Wilby          | Haás Vander Péter  |
| Mabel Nesbitt       | Claudie Blakley      | Bertalan Ágnes     |
| Rupert Standish     | Laurence Fox         | Dolmány Attila     |
| Jeremy Blond        | Trent Ford           | Seder Gábor        |
| Henry Denton        | Ryan Phillippe       | Görög László       |
| Thompson felügyelő  | Stephen Fry          | Sörös Sándor       |
| Dexter közrendőr    | Ron Webster          | Harmath Imre       |
| Mary Maceachran     | Kelly Macdonald      | Györgyi Anna       |
| Robert Parks        | Clive Owen           | Kálid Artúr        |
| Mrs. Wilson         | Helen Mirren         | Menszátor Magdolna |
| Mrs. Croft          | Eileen Atkins        | Bókai Mária        |
| Elsie               | Emily Watson         | Fullajtár Andrea   |
| Jennings            | Alan Bates           | Végvári Tamás      |
| Probert             | Derek Jacobi         | Harsányi Gábor     |
| George              | Richard E. Grant     | Lux Ádám           |
| Arthur              | Jeremy Swift         | Csuja Imre         |
| Dorothy             | Sophie Thompson      | Pogány Judit       |
| Lewis               | Meg Wynn Owen        | Várnagy Kati       |
| Barnes              | Adrian Scarborough   | Cserna Antal       |
| Sarah               | Frances Low          | Illyés Mari        |
| Renee               | Joanna Maude         | Kiss Eszter        |
| Bertha              | Teresa Churcher      | Simon Eszter       |

További magyar hangok: Holl János, Móni Ottó

## Fogadtatás
A Gosford Park kiváló kritikát kapott. A Rotten Tomatoeson 87%-os minősítést kapott 167 értékelés alapján, az összefoglaló szerint: „A [film] az Upstairs, Downstairs, a Clue és az éleslátó társadalmi kommentár keveréke, a Gosford Park Altman rendező legjobbjai közé tartozik.” Stephen Holden a New York Timestól azt írta: „[A film] Egy virtuóz együttes darab, amely a rendező Nashville és a Rövidre vágva című filmjeivel vetekszik a több karakter és mellékszál mesteri összefonódásával.” Rex Reed az Observertől azt írta: „Pompásan megtervezett, aprólékosan rendezett, okosan megírt és szellemesen játszott előadás, amelynek szereplőgárdája olyan csiszolt, mint a padló.”
A MetaCriticen 90 pontot ért el a 100-ból 34 vélemény alapján. David Sterritt a The Christian Science Monitortól azt írta: „Ez a terület ismerős, ha emlékszik a BBC nagyszerű minisorozatára, az Upstairs Downstairs-re, de Altman új fordulatot ad neki nyugtalanul kóborló kamerájával és éles szatirikus megközelítésével. Még mindig ereje teljében van.” Kenneth Turan a Los Angeles Timestól azt írta: „Itt nem a cselekmény, hanem a stílus a vonzerő, az, ahogyan a színészek remekül bánnak a fanyar párbeszédekkel.”
A film pénzügyileg is remekelt. A Box Office Mojo szerint 87 millió dolláros bevételt ért el a 19,8 milliós költségvetésre.

## Fontosabb díjak és jelölések
| Esemény                     | Díj                     | Kategória                                 | Eredmény |
| --------------------------- | ----------------------- | ----------------------------------------- | -------- |
| 55. BAFTA-gála              | BAFTA-díj               | Kiemelkedő brit film                      | Elnyerte |
| 55. BAFTA-gála              | BAFTA-díj               | Legjobb rendező                           | Jelölve  |
| 55. BAFTA-gála              | BAFTA-díj               | Legjobb női mellékszereplő – Helen Mirren | Jelölve  |
| 55. BAFTA-gála              | BAFTA-díj               | Legjobb női mellékszereplő – Maggie Smith | Jelölve  |
| 55. BAFTA-gála              | BAFTA-díj               | Legjobb eredeti forgatókönyv              | Jelölve  |
| 55. BAFTA-gála              | BAFTA-díj               | Legjobb jelmez                            | Elnyerte |
| 55. BAFTA-gála              | BAFTA-díj               | Legjobb díszlet                           | Jelölve  |
| 55. BAFTA-gála              | BAFTA-díj               | Legjobb smink                             | Jelölve  |
| 2003-as César-gála          | César-díj               | Legjobb európai film                      | Jelölve  |
| 2002-es Európai Filmdíjak   | Európai Filmdíj         | Legjobb európai színésznő – Helen Mirren  | Jelölve  |
| 2002-es Európai Filmdíjak   | Európai Filmdíj         | Legjobb európai színésznő – Maggie Smith  | Jelölve  |
| 2002-es Európai Filmdíjak   | Európai Filmdíj         | Legjobb európai színésznő – Emily Watson  | Jelölve  |
| 59. Golden Globe-gála       | Golden Globe-díj        | Legjobb vígjáték vagy musical             | Jelölve  |
| 59. Golden Globe-gála       | Golden Globe-díj        | Legjobb női mellékszereplő – Helen Mirren | Jelölve  |
| 59. Golden Globe-gála       | Golden Globe-díj        | Legjobb női mellékszereplő – Maggie Smith | Jelölve  |
| 59. Golden Globe-gála       | Golden Globe-díj        | Legjobb rendező                           | Elnyerte |
| 59. Golden Globe-gála       | Golden Globe-díj        | Legjobb forgatókönyv                      | Jelölve  |
| 2003-as Goya-díjátadó       | Goya-díj                | Legjobb európai film                      | Jelölve  |
| 74. Oscar-gála              | Oscar-díj               | Legjobb film                              | Jelölve  |
| 74. Oscar-gála              | Oscar-díj               | Legjobb női mellékszereplő – Helen Mirren | Jelölve  |
| 74. Oscar-gála              | Oscar-díj               | Legjobb női mellékszereplő – Maggie Smith | Jelölve  |
| 74. Oscar-gála              | Oscar-díj               | Legjobb rendező                           | Jelölve  |
| 74. Oscar-gála              | Oscar-díj               | Legjobb eredeti forgatókönyv              | Elnyerte |
| 74. Oscar-gála              | Oscar-díj               | Legjobb látványterv                       | Jelölve  |
| 74. Oscar-gála              | Oscar-díj               | Legjobb jelmez                            | Jelölve  |
| 8. Screen Actors Guild-gála | Screen Actors Guild-díj | Legjobb női mellékszereplő – Helen Mirren | Elnyerte |
| 8. Screen Actors Guild-gála | Screen Actors Guild-díj | Legjobb szereplőgárda (mozifilm)          | Elnyerte |